# Victoria's Secret Fashion Show 2018
O Victoria's Secret Fashion Show 2018 foi a 23ª edição do desfile de moda Victoria's Secret Fashion Show, ocorrido em 8 de novembro de 2018, no Pier 94, em Nova Iorque, nos Estados Unidos.
O desfile contou com algumas das principais modelos de moda do mundo, tais como Adriana Lima, Behati Prinsloo, Candice Swanepoel, Lais Ribeiro, Elsa Hosk, Jasmine Tookes, Martha Hunt, Sara Sampaio, Romee Strijd, Stella Maxwell, Taylor Hill e Josephine Skriver. Lily Aldridge não participou do desfile deste ano devido à sua gravidez. O desfile também contou com as representantes da PINK, Grace Elizabeth, Zuri Tibby e as Angels chinesas Sui He e Ming Xi.
O evento contou com apresentações musicais de Shawn Mendes, Rita Ora, The Chainsmokers, Bebe Rexha, Halsey, Leela James, Kelsea Ballerini e The Struts.
O desfile foi transmitido em 2 de dezembro online e, nos Estados Unidos, no canal de TV ABC, o qual havia transmitido a estreia televisa do desfile em 2001. A Victoria's Secret encerrou sua parceria com a rede CBS, que transmitira 15 dos desfiles da marca, de 2002 a 2017. Da mesma forma, no Canadá, o desfile foi transmitido pela rede CTV ao invés da Global. Pela primeira vez, o desfile teve 7 segmentos principais e um segmento de "Obrigada" para Adriana Lima, por sua participação final no evento. Lima se aposentou da Victoria's Secret depois de 20 anos sendo uma Angel. A Angel Elsa Hosk usou o Sutiã Dream Angels Fantasy no valor de U$ 1.000.000, desenvolvido pela Swarovski.
| Data                                                    | Local       | Rede | Ibope (milhões) | Artistas                                                                                                 |
| ------------------------------------------------------- | ----------- | ---- | --------------- | --- |
| 8 de novembro de 2018 (gravação); 2 de dezembro de 2018 | Nova Iorque | ABC  | 3.27            | Shawn Mendes, Rita Ora, The Chainsmokers, Bebe Rexha, Halsey, Leela James, Kelsea Ballerini e The Struts |

## Segmentos do desfile
As modelos contratadas estão marcadas em negrito.

 A  • Asas
 AR  • Asa Reciclada
 AT  • Asa Trocada
 AS  • Asa de Swarovski
 AR  • Asa Removida
 AA  • Asa Adicionada

### Segmento 1: Glamour Real
| Artista     | Canção       | Status                       |
| ----------- | ------------ | ---------------------------- |
| Leela James | "This is Me" | Cover - Apresentação ao Vivo |

| Nacionalidade | Modelo(s)         | Asas | Desfiles                  | Notas                           |
| ------------- | ----------------- | ---- | ------------------------- | ------------------------------- |
| Americana     | Taylor Hill       | A    | 2014–presente             | Angel (2015–presente)           |
| Britânica     | Alexina Graham    |      | 2017–presente             |                                 |
| Dinamarquesa  | Josephine Skriver | A    | 2013–presente             | Angel (2016–presente)           |
| Americana     | Gigi Hadid        |      | 2015–2016 • 2018          | Retorno                         |
| Portuguesa    | Sara Sampaio      | A    | 2013–presente             | Angel (2015–presente)           |
| Britânica     | Aiden Curtiss     |      | 2017–presente             | Modelo de Prova                 |
| Brasileira    | Lais Ribeiro      | A    | 2010–2011 • 2013–presente | Angel (2015–presente)           |
| Chinesa       | Liu Wen           | A    | 2009–2012 • 2016–presente |                                 |
| Americana     | Lameka Fox        |      | 2016–presente             |                                 |
| Americana     | Kendall Jenner    |      | 2015–2016 • 2018          | Retorno                         |
| Francesa      | Cindy Bruna       | A    | 2013–presente             | Modelo de Prova                 |
| Holandesa     | Yasmin Wijnaldum  |      | 2018                      | Estreante                       |
| Namibiana     | Behati Prinsloo   | A    | 2007–2015 • 2018–presente | Angel (2009–presente) • Retorno |

### Segmento 2: Anjo Dourado
| Artista          | Canção         | Status               |
| ---------------- | -------------- | -------------------- |
| The Chainsmokers | "This Feeling" | Apresentação ao Vivo |
| Kelsea Ballerini | "This Feeling" | Apresentação ao Vivo |

| Nacionalidade | Modelo(s)         | Asas | Desfiles                     | Notas                              |
| ------------- | ----------------- | ---- | ---------------------------- | ---------------------------------- |
| Sul Africana  | Candice Swanepoel | A    | 2007–2015 • 2017–presente    | Angel (2010–presente)              |
| Australiana   | Shanina Shaik     |      | 2011–2012 • 2014–2015 • 2018 | Retorno                            |
| Americana     | Jasmine Tookes    | A    | 2012–presente                | Angel (2015–presente)              |
| Americana     | Jourdana Phillips |      | 2016–presente                |                                    |
| Americana     | Grace Elizabeth   |      | 2016–presente                | Representante da PINK (2016–2019)  |
| Brasileira    | Barbara Fialho    |      | 2012–presente                | Modelo de Prova                    |
| Americana     | Sofie Rovenstine  |      | 2018                         | Estreante                          |
| Neozelandesa  | Stella Maxwell    | A    | 2014–presente                | Angel (2015–presente)              |
| Húngara       | Barbara Palvin    |      | 2012 • 2018-presente         | Retorno                            |
| Chinesa       | Ming Xi           | A    | 2013–presente                | Nova Angel Chinesa (2018–presente) |
| Alemã         | Lorena Rae        |      | 2018                         | Estreante                          |
| Tanzaniana    | Herieth Paul      |      | 2016–presente                |                                    |
| Holandesa     | Romee Strijd      | A    | 2014–presente                | Angel (2015–presente)              |

### Segmento Especial: Obrigado Adriana
| Artista          | Canção       | Status   |
| ---------------- | ------------ | -------- |
| Hannah Grace     | "Praise You" | Gravação |
| Kelsea Ballerini | "Praise You" | Gravação |

| Nacionalidade | Modelo       | Asas | Desfiles                          | Notas             |
| ------------- | ------------ | ---- | --------------------------------- | ----------------- |
| Brasileira    | Adriana Lima | W    | 1999–2003 • 2005–2008 • 2010–2018 | Angel (2000–2018) |

### Segmento 3: Voos de Moda
| Artista | Canção       | Status               |
| ------- | ------------ | -------------------- |
| Halsey  | "Without Me" | Apresentação ao Vivo |

| Nacionalidade | Modelo(s)        | Asas | Desfiles                  | Notas                                                                   |
| ------------- | ---------------- | ---- | ------------------------- | ----------------------------------------------------------------------- |
| Americana     | Martha Hunt      | A    | 2013–presente             | Angel (2015–presente)                                                   |
| Norueguesa    | Frida Aasen      |      | 2017–presente             |                                                                         |
| Sueca         | Kelly Gale       | A    | 2013–2014 • 2016–presente |                                                                         |
| Canadense     | Winnie Harlow    |      | 2018                      | Estreante                                                               |
| Alemã         | Toni Garrn       | A    | 2011–2013 • 2018          | Retorno                                                                 |
| Britânica     | Megan Williams   |      | 2016–presente             |                                                                         |
| Americana     | Alanna Arrington | W    | 2016–presente             |                                                                         |
| Americana     | Devon Windsor    | A    | 2013–present              | Modelo de Prova                                                         |
| Americana     | Bella Hadid      | A    | 2016–presente             |                                                                         |
| Brasileira    | Gizele Oliveira  | AR   | 2017–presente             |                                                                         |
| Sueca         | Elsa Hosk        | A    | 2011–presente             | Angel (2015–presente) "Sutiã Dream Angels Fantasy" (Valor: U$1.000.000) |

### Segmento 4: PINK
| Artista    | Canção       | Status               |
| ---------- | ------------ | -------------------- |
| Bebe Rexha | "I'm a Mess" | Apresentação ao Vivo |

| Nacionalidade | Modelo(s)       | Desfiles      | Notas                                 |
| ------------- | --------------- | ------------- | ------------------------------------- |
| Americana     | Grace Elizabeth | 2016–presente | Representante da PINK (2016–2019)     |
| Americana     | Josie Canseco   | 2018          | Estreante                             |
| Neozelandesa  | Maia Cotton     | 2018          | Estreante                             |
| Filipina      | Kelsey Merritt  | 2018          | Estreante                             |
| Americana     | Iesha Hodges    | 2018          | Estreante                             |
| Marfinense    | Melie Tiacoh    | 2018          | Estreante                             |
| Portuguesa    | Isilda Moreira  | 2018          | Estreante                             |
| Australiana   | Alannah Walton  | 2018          | Estreante                             |
| Francesa      | Estelle Chen    | 2017–presente |                                       |
| Americana     | Zuri Tibby      | 2016–presente | Representante da PINK (2016–presente) |
| Americana     | Willow Hand     | 2018          | Estreante                             |
| Holandesa     | Myrthe Bolt     | 2018          | Estreante                             |
| Americana     | Maggie Laine    | 2016–presente |                                       |

### Segmento 5: Fantasia Floral
| Artista      | Canção          | Status               |
| ------------ | --------------- | -------------------- |
| Shawn Mendes | "Lost in Japan" | Apresentação ao Vivo |

| Nacionalidade | Modelo(s)         | Asas | Desfiles                  | Notas                              |
| ------------- | ----------------- | ---- | ------------------------- | ---------------------------------- |
| Americana     | Jasmine Tookes    | A    | 2012–presente             | Angel (2015–presente)              |
| Americana     | Devon Windsor     |      | 2013–presente             | Modelo de Prova                    |
| Holandesa     | Yasmin Wijnaldum  |      | 2018                      | Estreante                          |
| Americana     | Gigi Hadid        | A    | 2015–2016 • 2018          | Retorno                            |
| Australiana   | Nadine Leopold    |      | 2017–presente             |                                    |
| Americana     | Sofie Rovenstine  |      | 2018                      | Estreante                          |
| Canadense     | Winnie Harlow     |      | 2018                      | Estreante                          |
| Britânica     | Aiden Curtiss     |      | 2017–present              | Fitting Model                      |
| Nigeriana     | Mayowa Nicholas   |      | 2018                      | Estreante                          |
| Britânica     | Alexina Graham    | A    | 2017–presente             |                                    |
| Chinesa       | Liu Wen           |      | 2009–2012 • 2016–presente |                                    |
| Australiana   | Duckie Thot       |      | 2018                      | Estreante                          |
| Chinesa       | Sui He            |      | 2011–presente             | Nova Angel Chinesa (2018–presente) |
| Britânica     | Leomie Anderson   |      | 2015–presente             | Modelo de Prova                    |
| Dinamarquesa  | Josephine Skriver | A    | 2013–presente             | Angel (2016–presente)              |

### Segmento 6: Anjo do Centro
| Artista  | Canção            | Status               |
| -------- | ----------------- | -------------------- |
| Rita Ora | "Let You Love Me" | Apresentação ao Vivo |

| Nacionalidade | Modelo(s)       | Asas | Desfiles                  | Notas                              |
| ------------- | --------------- | ---- | ------------------------- | ---------------------------------- |
| Neozelandesa  | Stella Maxwell  |      | 2014–presente             | Angel (2015–presene)               |
| Namibiana     | Behati Prinsloo |      | 2007–2015 • 2018–presente | Angel (2009–presente) • Retorno    |
| Neozelandesa  | Georgia Fowler  |      | 2016–presente             |                                    |
| Americana     | Lameka Fox      |      | 2016–presente             |                                    |
| Sul-Sudanesa  | Subah Koj       |      | 2018                      | Estreante                          |
| Britânica     | Cheyenne Carty  |      | 2018                      | Estreante                          |
| Chinesa       | Ming Xi         |      | 2013–presente             | Nova Angel Chinesa (2018–presente) |
| Americana     | Bella Hadid     |      | 2016–presente             |                                    |
| Sueca         | Kelly Gale      |      | 2013–2014 • 2016–presente |                                    |
| Húngara       | Barbara Palvin  |      | 2012 • 2018-presente      | Retorno                            |
| Britânica     | Sadie Newman    |      | 2018                      | Estreante                          |
| Americana     | Martha Hunt     | A    | 2013–presente             | Angel (2015–presente)              |

### Segmento 7:  Celestial Angels
| Artista    | Canção       | Status               |
| ---------- | ------------ | -------------------- |
| The Struts | "Body Talks" | Apresentação ao Vivo |

| Nacionalidade | Modelo(s)         | Asas | Desfiles                          | Notas                                       |
| ------------- | ----------------- | ---- | --------------------------------- | ------------------------------------------- |
| Brasileira    | Lais Ribeiro      | A    | 2010–2011 • 2013–presente         | Angel (2015–presente)                       |
| Sul Africana  | Candice Swanepoel | A    | 2007–2015 • 2017–presente         | Angel (2010–presente)                       |
| Americana     | Taylor Hill       |      | 2014–presente                     | Angel (2015–presente)                       |
| Holandesa     | Romee Strijd      | AS   | 2014–presente                     | Angel (2015–presente) Figurino da Swarovski |
| Sueca         | Elsa Hosk         | A    | 2011–presente                     | Angel (2015–presente)                       |
| Brasileira    | Barbara Fialho    | A    | 2012–presente                     | Modelo de Prova                             |
| Americana     | Jourdana Phillips |      | 2016–presente                     |                                             |
| Americana     | Kendall Jenner    | A    | 2015–2016 • 2018                  | Retorno                                     |
| Sul-Sudanesa  | Grace Bol         | A    | 2017–presente                     |                                             |
| Portuguesa    | Sara Sampaio      | A    | 2013–presente                     | Angel (2015–presente)                       |
| Francesa      | Cindy Bruna       | A    | 2013–presente                     | Modelo de Prova                             |
| Chinesa       | Sui He            | A    | 2011–presente                     | Nova Angel Chinesa (2018–presente)          |
| Brasileira    | Adriana Lima      | AS   | 1999–2003 • 2005–2008 • 2010–2018 | Angel (2000–2018) Último Desfile            |

## Finale
| Artista    | Canção                  | Status               |
| ---------- | ----------------------- | -------------------- |
| The Struts | "In Love with a Camera" | Apresentação ao Vivo |

 Elsa Hosk e  Adriana Lima lideraram a final. 
| Nome              | Desfiles                     | Notas                 | Nome              | Desfiles                          | Notas              |
| ----------------- | ---------------------------- | --------------------- | ----------------- | --------------------------------- | ------------------ |
| Elsa Hosk         | 2011–presente                | Angel                 | Adriana Lima      | 1999–2003 • 2005–2008 • 2010–2018 | Angel              |
| Jasmine Tookes    | 2012–presente                | Angel                 | Behati Prinsloo   | 2007–2015 • 2018–presente         | Angel              |
| Taylor Hill       | 2014–presente                | Angel                 | Candice Swanepoel | 2007–2015 • 2017–presente         | Angel              |
| Lais Ribeiro      | 2010-2011 • 2013-presente    | Angel                 | Sara Sampaio      | 2013–presente                     | Angel              |
| Josephine Skriver | 2013-presente                | Angel                 | Stella Maxwell    | 2014–presente                     | Angel              |
| Martha Hunt       | 2013–presente                | Angel                 | Romee Strijd      | 2014–presente                     | Angel              |
| Cindy Bruna       | Modelo de Prova              | 2013–presente         | Gigi Hadid        | 2015–2016 • 2018                  | Retorno            |
| Grace Elizabeth   | 2016–presente                | Representante da PINK | Kendall Jenner    | 2015–2016 • 2018                  | Retorno            |
| Ming Xi           | 2013–presente                | Nova Angel Chinesa    | Alexina Graham    | 2017–presente                     |                    |
| Winnie Harlow     | 2018                         | Estreante             | Sui He            | 2011–present                      | Nova Angel Chinesa |
| Barbara Palvin    | 2012 • 2018-presente         | Retorno               | Bella Hadid       | 2016–presente                     |                    |
| Yasmin Wijnaldum  | 2018                         | Estreante             | Lameka Fox        | 2016–presente                     |                    |
| Grace Bol         | 2017–presente                |                       | Devon Windsor     | 2013–presente                     | Modelo de Prova    |
| Megan Williams    | 2016–presente                |                       | Liu Wen           | 2009–2012 • 2016–presente         |                    |
| Jourdana Phillips | 2016–presente                |                       | Gizele Oliveira   | 2017–presente                     |                    |
| Herieth Paul      | 2016–presente                |                       | Barbara Fialho    | 2012–presente                     | Modelo de Prova    |
| Shanina Shaik     | 2011–2012 • 2014–2015 • 2018 | Retorno               | Toni Garrn        | 2011–2013 • 2018                  | Retorno            |
| Nadine Leopold    | 2017–presente                |                       | Aiden Curtiss     | 2017–presente                     | Modelo de Prova    |
| Frida Aasen       | 2017–presente                |                       | Leomie Anderson   | 2015–presente                     | Modelo de Prova    |
| Duckie Thot       | 2018                         | Estreante             | Alanna Arrington  | 2016–presente                     |                    |
| Lorena Rae        | 2018                         | Estreante             | Kelly Gale        | 2013–2014 • 2016–presente         |                    |
| Sadie Newman      | 2018                         | Estreante             | Subah Koj         | 2018                              | Estreante          |
| Sofie Rovenstine  | Estreante                    | Georgia Fowler        | 2016–presente     |                                   |                    |
| Cheyenne Carty    | 2018                         | Estreante             | Mayowa Nicholas   | 2018                              | Estreante          |
| Josie Canseco     | 2018                         | Estreante             | Alannah Walton    | 2018                              | Estreante          |
| Zuri Tibby        | 2016–presente                | Representante da PINK | Estelle Chen      | 2017-presente                     |                    |
| Maggie Laine      | 2018                         |                       | Isilda Moreira    | 2018                              | Estreante          |
| Willow Hand       | 2018                         | Estreante             | Iesha Hodges      | 2018                              | Estreante          |
| Maia Cotton       | 2018                         | Estreante             | Myrthe Bolt       | 2018                              | Estreante          |
| Kelsey Merritt    | 2018                         | Estreante             | Melie Tiacoh      | 2018                              | Estreante          |